# Abor & Tynna
Abor & Tynna är en österrikisk musikduo, bestående av syskonparet Attila och Tünde Bornemisza. Gruppen, som bildades 2016, representerade Tyskland i Eurovision Song Contest 2025 i Basel med låten "Baller" som slutade på en 15:e plats i finalen.